# État transitoire islamique d'Afghanistan
Ne doit pas être confondu avec Émirat islamique d'Afghanistan ou État islamique d'Afghanistan.
Pour les articles homonymes, voir État islamique.
13 juillet 2002 – 26 janvier 2004
(1 an, 6 mois et 13 jours)
Entités précédentes :
- État islamique d'Afghanistan

Entités suivantes :
- République islamique d'Afghanistan

L’État transitoire islamique d'Afghanistan fut le nom de l'État afghan de 2002 à 2004.